# 13e cérémonie des Critics' Choice Television Awards
La 13e cérémonie des Critics' Choice Television Awards, décernés par la Broadcast Television Journalists Association, a lieu le 15 janvier 2023, et récompense les programmes télévisuels diffusés en 2022.
Les nominations sont annoncées le 6 décembre 2022,.

## Palmarès

### Séries dramatiques

#### Meilleure série dramatique
- Better Call Saul
  - Andor
  - Bad Sisters
  - The Crown
  - Euphoria
  - The Good Fight
  - House of the Dragon
  - Severance
  - Yellowstone

#### Meilleur acteur dans une série dramatique
- Bob Odenkirk – Better Call Saul
  - Jeff Bridges –  The Old Man
  - Sterling K. Brown – This Is Us
  - Diego Luna – Andor
  - Adam Scott – Severance
  - Antony Starr – The Boys

#### Meilleure actrice dans une série dramatique
- Zendaya – Euphoria
  - Christine Baranski – The Good Fight
  - Sharon Horgan – Bad Sisters
  - Laura Linney – Ozark
  - Mandy Moore – This Is Us
  - Kelly Reilly – Yellowstone

#### Meilleur acteur dans un second rôle dans une série dramatique
- Giancarlo Esposito – Better Call Saul
  - Andre Braugher – The Good Fight
  - Ismael Cruz Córdova – Le Seigneur des Anneaux : Les Anneaux de Pouvoir
  - Michael Emerson – Evil
  - John Lithgow – The Old Man
  - Matt Smith – House of the Dragon

#### Meilleure actrice dans un second rôle dans une série dramatique
- Jennifer Coolidge – The White Lotus
  - Milly Alcock – House of the Dragon
  - Carol Burnett – Better Call Saul
  - Julia Garner – Ozark
  - Audra McDonald – The Good Fight
  - Rhea Seehorn – Better Call Saul

### Séries comiques

#### Meilleure série comique
- Abbott Elementary
  - Barry
  - The Bear
  - Better Things
  - Ghosts : fantômes à la maison
  - Hacks
  - Reboot
  - Reservation Dogs

#### Meilleur acteur dans une série comique
- Jeremy Allen White – The Bear
  - Matt Berry – What We Do in the Shadows
  - Bill Hader – Barry
  - Keegan-Michael Key – Reboot
  - Steve Martin – Only Murders in the Building
  - D'Pharaoh Woon-A-Tai – Reservation Dogs

#### Meilleure actrice dans une série comique
- Jean Smart – Hacks
  - Christina Applegate – Dead to Me
  - Quinta Brunson – Abbott Elementary
  - Kaley Cuoco – The Flight Attendant
  - Renée Elise Goldsberry – Girls5eva
  - Devery Jacobs – Reservation Dogs

#### Meilleur acteur dans un second rôle dans une série comique
- Henry Winkler – Barry
  - Brandon Scott Jones – Ghosts : fantômes à la maison
  - Leslie Jordan – Call Me Kat
  - James Marsden – Dead to Me
  - Chris Perfetti – Abbott Elementary
  - Tyler James Williams – Abbott Elementary

#### Meilleure actrice dans un second rôle dans une série comique
- Sheryl Lee Ralph – Abbott Elementary
  - Paulina Alexis – Reservation Dogs
  - Ayo Edebiri – The Bear
  - Marcia Gay Harden – Uncoupled
  - Janelle James – Abbott Elementary
  - Annie Potts – Young Sheldon

### Mini-séries et téléfilms

#### Meilleur téléfilm
- Weird: The Al Yankovic Story
  - Fresh
  - Prey
  - Ray Donovan: The Movie
  - Le Survivant
  - Three Months

#### Meilleure série limitée
- The Dropout
  - Gaslit
  - The Girl from Plainville
  - The Offer
  - Pam and Tommy
  - Station Eleven
  - This Is Going to Hurt
  - Sur ordre de Dieu

#### Meilleur acteur dans une mini-série ou un téléfilm
- Daniel Radcliffe – Weird: The Al Yankovic Story
  - Ben Foster – Le Survivant
  - Andrew Garfield – Sur ordre de Dieu
  - Samuel L. Jackson – Les Derniers Jours de Ptolemy Grey
  - Sebastian Stan – Pam and Tommy
  - Ben Whishaw – This Is Going to Hurt

#### Meilleure actrice dans une mini-série ou un téléfilm
- Amanda Seyfried – The Dropout
  - Julia Garner – Inventing Anna
  - Lily James – Pam and Tommy
  - Amber Midthunder – Prey
  - Julia Roberts – Gaslit
  - Michelle Pfeiffer – The First Lady

#### Meilleur acteur dans un second rôle dans une mini-série ou un téléfilm
- Paul Walter Hauser – Black Bird
  - Murray Bartlett – Welcome to Chippendales
  - Domhnall Gleeson – The Patient
  - Matthew Goode – The Offer
  - Ray Liotta – Black Bird
  - Shea Whigham – Gaslit

#### Meilleure actrice dans un second rôle dans une mini-série ou un téléfilm
- Niecy Nash-Betts – Monstre
  - Claire Danes – Fleishman Is in Trouble
  - Dominique Fishback – Les Derniers Jours de Ptolemy Grey
  - Betty Gilpin – Gaslit
  - Melanie Lynskey – Candy
  - Juno Temple – The Offer